# Ministère de l'Énergie et des Énergies renouvelables
Le ministère de l'Énergie et des Énergies renouvelables du Niger est le ministère chargé des ressources énergétiques au Niger.

## Description
À la suite du remaniement ministériel du 23 avril 2022, le Ministère du Pétrole, de l’Énergie et des Énergies Renouvelables est scindé en deux départements ministériels : le Ministère de l’Énergie et des Énergies Renouvelables et le Ministère du Pétrole.

### Siège
Le ministère de l'Énergie et des Énergies renouvelables du Niger a son siège à Niamey.

### Attributions
Ce département ministériel du gouvernement nigérien est chargé de la conception, de la mise en œuvre et du suivi de la politique de gestion des ressources énergétiques sur l'ensemble du territoire du Niger.

### Ministres
Le ministre du Pétrole, des Mines et de l'Énergie est Mahaman Moustapha Barké.